# Ashilla Zee
Ashilla Zahrantiara, conocida como Ashilla Zee ((25 de febrero de 1997,Banten) es una cantante de género pop y rock de Indonesia. Todo empezó e un programa de talentos llamado Idola Cilik Season One.

## Biografía
Ashilla Zahrantiara demostró su talento a partir de su niñez, en particular en el campo de la música. Tuvo una desencadenada pasión por su amor por el canto.  
Cuando se informó sobre el evento "Idola Cilik". Shilla y  Shanin, se registraron de forma conjunta para ingresar a una audición a través de Internet. Pero, por desgracia Shanin no pasó la prueba. Fue a partir de Little Idol en 2008 que dio el primer paso para seguir su carrera a pesar de que fue empujado al top 10 de la primera temporada de Little Idol . Luego fue contratado por Star Media Nusantara, que es la dirección de Idola Cilik.

## Carrera en solitario
Después de Blink, Shilla llevaba su antiguo nombre artístico como Zee Ashilla o Ashilla Zee (Zee de Zahrantiara), como solista continuó su carrera mediante la colaboración de músicos que alguna vez compartieron con ella.Comenzó a explorar la música del género pop. Su segundo sencillo titulado "Shilla Curiga", que fue lanzado el 7 de agosto de 2012 para ser interpretada para una telenovela titulada  Grey White o Gris Blanco. Luego Shilla ingresó en los DRM de la música digital, bajo auspicio de Last Child (banda) y lanzó un sencillo titulado "Bieb" en diciembre de 2012.

## Discografía

### Álbumes y sencillos
- Gapai Bintangmu (All Finalists Idola Cilik 1) (2008)
- Masih Cinta (2012)
- Curiga (2012)
- PHP (2012)
- #BIEB (2012)

### Televisión
- Musikal Laskar Pelangi (2010)
- Putih Abu-Abu (2012)

## Filmografía

### Películas
| Año  | Título                  | Role   | Notas |
| ---- | ----------------------- | ------ | ----- |
| 2014 | Tú y yo contra el mundo | Shifa  |       |
| 2019 | Di te amo               | Yohana |       |

### Series de televisión
| Año  | Título                      | Role     | Notas                    |
| ---- | --------------------------- | -------- | ------------------------ |
| 2012 | gris blanco                 | shila    |                          |
| 2013 | La noche del sábado de Miko | michelle | Temporada 2; Episodio 16 |
| 2014 | ABG se convierte en Manten  | shila    |                          |

### Drama musical
- Musical de Láskar Pelangi (2010-2011)